# Kopretina bílá
Kopretina bílá (Leucanthemum vulgare) je vytrvalá, výrazně kvetoucí, 20 až 80 cm vysoká bylina z čeledi hvězdnicovitých (Asteraceae). Vědecké jméno je z řeckého leukos (bílý) a anthemon (květ). Název kopretina patří mezi novotvary vytvořené v 19. století Janem Svatoplukem Preslem. Je známá též jako svatojánské kvítko, janské kvítí, husička, čáp nebo slunéčko. Je známá také díky dětské hře „nemá mě rád, má mě rád“.

## Synonyma
- Chrysanthemum leucanthemum L., 1753
- Leucanthemum praecox (Horvatić) Horvatić

## Popis rostliny
Jedná se o vytrvalou bylinu, jejíž oddenek je válcovitý, poměrně krátký, silný a šikmo položený. Přímá, rýhovaná, slabě chlupatá až lysá lodyha je jednoduchá nebo větvená a nese vždy jediný úbor. Přízemní listy mohou být obvejčité nebo kopisťovité, vždy však zúžené v řapík. Listy na lodyze jsou řídké, střídavé a přisedlé, na okrajích pilovité. Úbor je velký, na spodní straně s polokruhovitým zeleným zákrovem složeným z listenů, které jsou černo-hnědě lemované. Okrajové jazykovité lístky bílé barvy jsou samčí, zpravidla o 1 až 2 cm delší než zákrov. Kvítky terčové jsou žluté a oboupohlavní. Srůstem dvou plodolistů vznikne semeník obsahující jedno vajíčko. Plody jsou nažky. Někdy mohou mít okrajové nažky i šikmý lem. K opylení dochází pomocí hmyzu, možné je však i samoopylení.

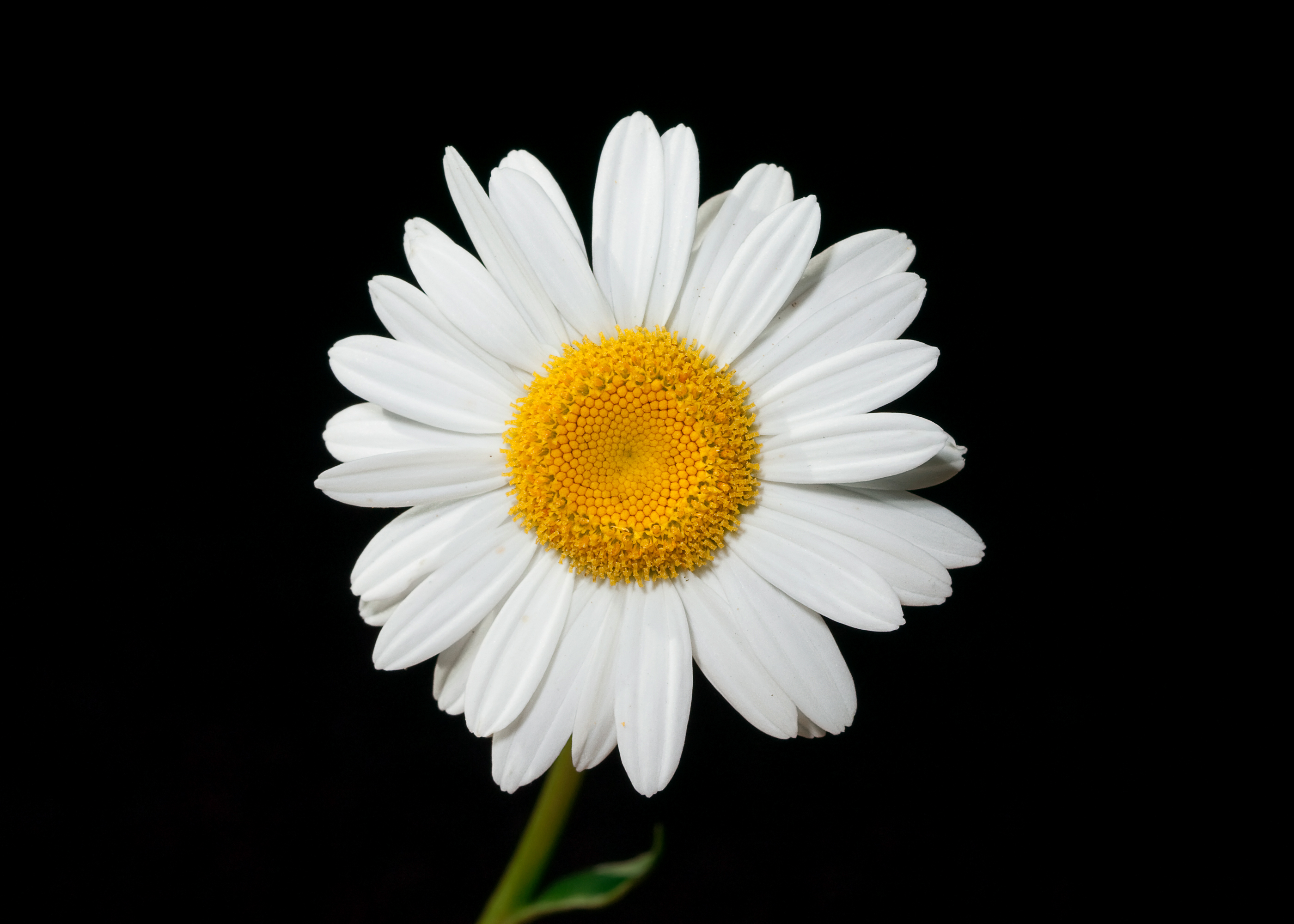
Detail květu
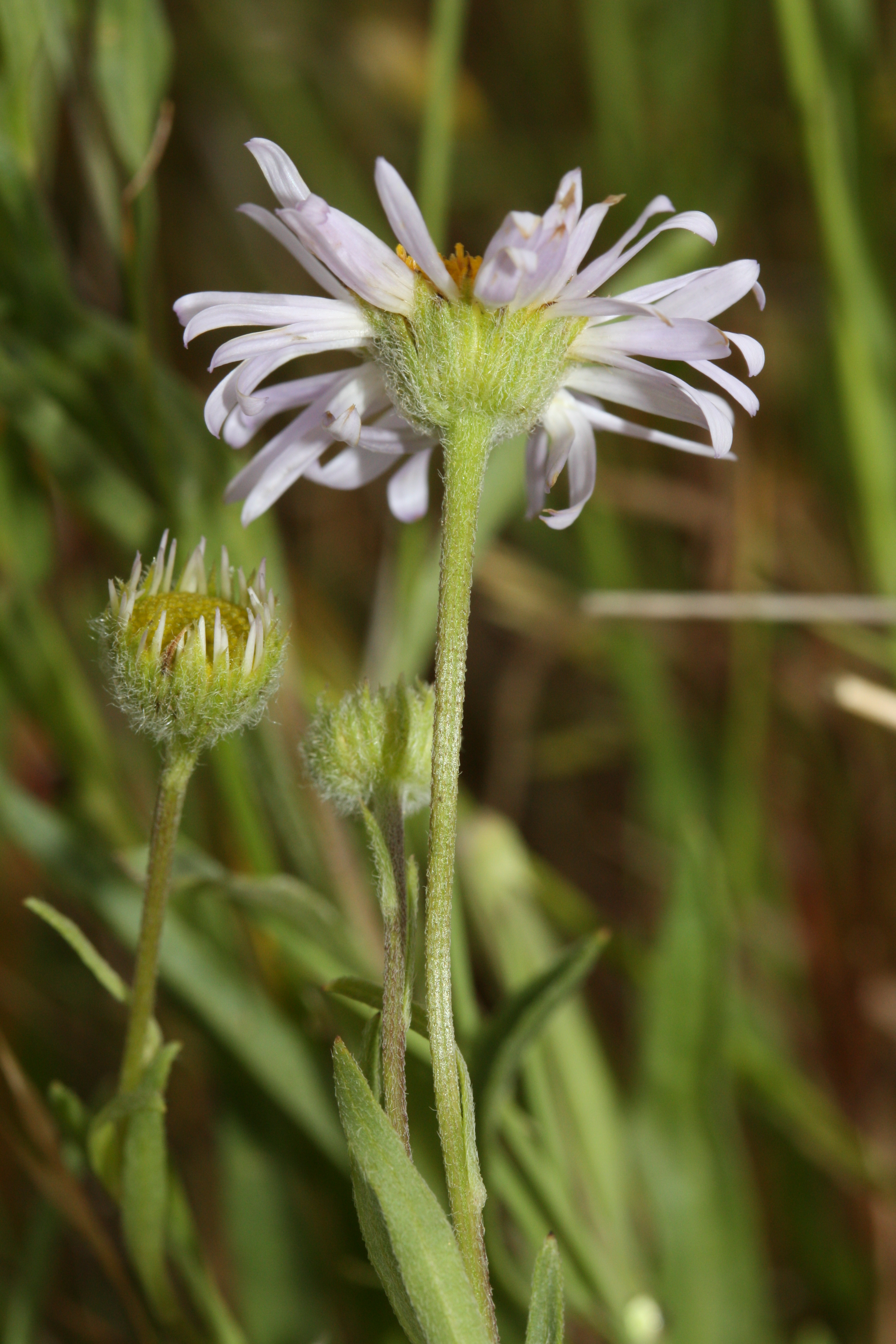
Detail okvětí
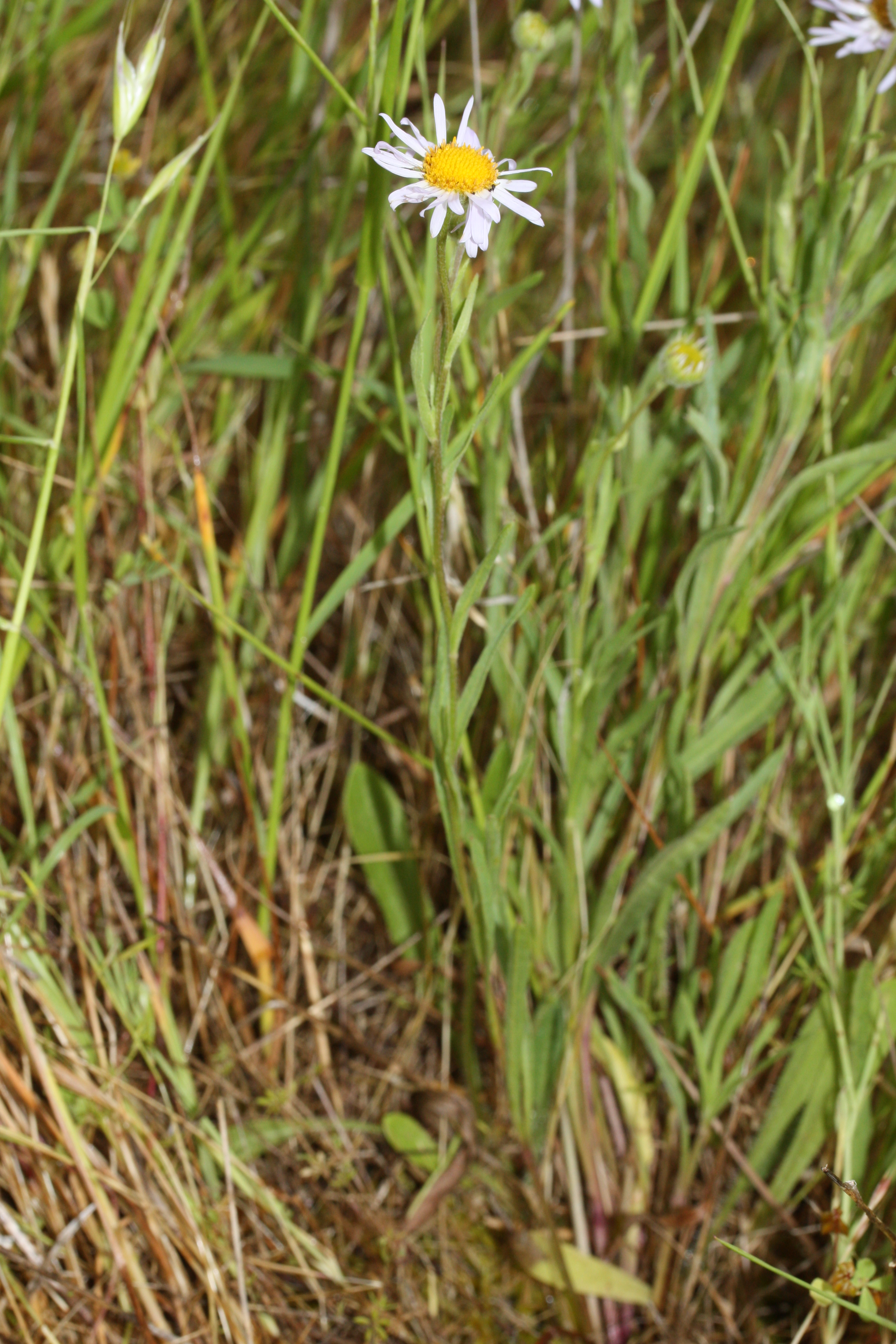
Habitus

## Rozšíření
Kopretina patří mezi typický luční druh byliny kvetoucí od června do října. Najdeme ji na lukách, svazích, pastvinách, okrajích cest, ve světlých lesích, od nížin až do 2000 metrů nad mořem. Roste v téměř celé Evropě, nevyskytuje se jen v nejsevernějších částech Skandinávského poloostrova a v Asii na východ od Uralu. Zavlečena byla na Azorské ostrovy, do Severní Ameriky i Jižní Ameriky (od jihu Brazílie až do Patagonie), Austrálie a na Nový Zéland. V některých státech USA je považována za invazivní druh. Dnes je ale z hospodářsky využívaných ploch vytlačována. Bylo vypěstováno i několik velkokvětých druhů určených především do zahrad jako okrasné květiny. Ty mohou mít úbor velký až 16 cm.

## Zemědělství
Skot a prasata konzumují kopretinu pouze v případě, že není dostupná jiná pastva. Je to dáno tím, že kopretina obsahuje flavonoidové glykosidy a ty skot odpuzují; mléko po konzumaci kopretin má také pachuť. Naopak koně, kozy a ovce kopretinu vyhledávají.

## Magie a léčitelství
Kopretina bílá byla dříve používána k věštění a při rituálech. Sloužila také k výrobě sirupů, esencí a pastilek.